# Валера (фильм)
«Валера» — советский художественный чёрно-белый фильм для детей, снятый в 1964 году режиссёром Борисом Рыцаревым на Центральной киностудии детских и юношеских фильмов им. М. Горького.
Премьера состоялась 30 сентября 1965 года. Фильм посмотрели 6,7 млн зрителей.

## Сюжет
Двенадцатилетний Валера проживает со своими родителями, которые живут лишь для накопления богатства. Он проводит свои дни, работая и заботясь о материальных приобретениях. Однако его жизнь меняется, когда он встречает странного незнакомца по имени Аркадий Сергеевич. Под его влиянием Валера начинает понимать, что жизнь не должна быть только об охоте за деньгами. Вместе с Аркадием мальчик начинает видеть мир иначе, осознавая ценность дружбы и истинного смысла жизни.

## Роли исполняют
- Володя Зеленин — Валера (главная роль)
- Любовь Соколова — Фрося, мать Валеры
- Алексей Миронов — Николай, отец Валеры
- Николай Лебедев — Аркадий Сергеевич, полярный исследователь и путешественник
- Иван Кузнецов — пожилой рыболов
- Пётр Любешкин — Дмитрий Иванович
- Лена Гурина — Настенька
- Надежда Семенцова — знакомая Аркадия Сергеевича
- Лариса Данилина — туристка
- Артур Нищёнкин — милиционер
- С. Прилепская — эпизод
- В. Долгих — эпизод
- Б. Тоценко — эпизод
- Виктор Косых — эпизод (нет в титрах)

## Съёмочная группа
- Режиссёр: Борис Рыцарев
- Сценарист: Владимир Файнберг
- Оператор: Юрий Малиновский
- Композитор: Михаил Марутаев
- Художник: Пётр Слабинский

## Музыка
В фильме звучит музыка в исполнении Оркестра Государственного Комитета по кинематографии, дирижёр Арнольд Ройтман.